# نیروی زمینی میانمار
ارتش میانمار بزرگترین شاخه نیروهای مسلح میانمار است و مسئولیت اصلی انجام عملیات نظامی زمینی را بر عهده دارد. ارتش میانمار پس از ارتش خلق ویتنام دومین نیروی فعال در جنوب شرقی آسیا است.